# Битва при Черами
Битва при Черами (ит. Battaglia di Cerami) — сражение, произошедшее в июне 1063 года между отрядом норманнов под командованием Рожера Боссо и мусульманскими сицилийскими и северо-африканскими войсками во главе с Ибн аль-Хавасом. Победа норманнов, разгромивших войско мусульманских правителей, вызвала разногласия в их среде и в конечном итоге проложила путь для захвата столицы Сицилии Палермо и всего острова.

## Ход сражения
В начале 1063 года Роджер снял осаду Троины и возобновил свое разорение внутренних районов Сицилии. Однако, не зная об этом, Ибн аль-Хавас заключил союз с эмиром Зиридов Ифрикии Тамимом ибн аль-Муиззом и получил значительное подкрепление из солдат Зиридов. Ибн аль-Хавас двинулся на восток во главе этой большой армии к позициям Роджера в Троине с однозначным намерением уничтожить норманнов.
Узнав о близости мусульманской армии, Роджер немедленно отправил Серло и его рыцарей в качестве передового отряда, чтобы закрепить стратегически важную позицию в Черами. Когда большой мусульманский авангард подошел к городу, они обнаружили, что ворота закрыты, а рыцари Серло рассредоточились по стенам. Ибн аль-Хавас приказал авангарду взобраться на стены и взять город, но все усилия были отбиты. Некоторое время спустя, как только мусульманские войска прибыли в полном составе, основные силы Роджера вошли в долину с востока и выстроились в боевой порядок.
Мусульманские войска, уставшие от своих бесплодных попыток захватить Черами, сняли осаду города и выстроились, чтобы встретиться с норманнами. Норманны значительно уступали численностью своим противникам, которые, по некоторым источникам, насчитывали до 50 000 человек.. Неясно, кто атаковал первым, но нерешительный Роджер, как записано, возглавил раннюю кавалерийскую атаку, которая не смогла прорвать мусульманские линии. Затем контратаковали мусульмане, однако нормандская пехота держалась стойко. Норманнские рыцари снова атаковали ряды мусульман, и одновременно Серло повел атаку вниз от Черами на левый фланг мусульманских сил, прокладывая путь к своим нормандским соотечественникам. Неожиданность двойной атаки вызвала панику в рядах недисциплинированных войск противника, которые бежали, преследуемые норманнской кавалерией.

## Результаты
Норманны стали доминирующей силой на Сицилии. Хотя сопротивление мусульман на Сицилии продолжалось ещё два десятилетия, победа при Черами стала поворотной в судьбе норманнов и в исламо-христианском конфликте в Средиземноморье. Завоевав Палермо, норманны были на пути к созданию собственного королевства в Европе. В последующие десятилетия будет наблюдаться растущее участие папы, побуждающее и финансировавшее войны за возвращение завоёванных мусульманами некогда христианских земель в VII—VIII веках. В 1095 году через 4 года после завоевания Сицилии норманнами, папа Урбан II начал первый крестовый поход.